# Kempinski
Kempinski — німецька міжнародна готельна мережа, заснована в 1897 році. Корпоративний офіс розташований в Женеві, Швейцарія. Контрольним пакетом мережі володіє таїландська група компаній Crown Property Bureau. На 2014 рік Kempinski Hotels має 80 п'ятизіркових готелів в 30 країнах світу.

## Історія
Kempinski Hotels є найстарішою мережею готелів вищого класу в Європі. 
Історія компанії веде відлік з 1862 року, коли один з двох братів Кемпінські (євреїв-торговців з Рашкув, Пруссія), Моріц, відкрив в Бреслау і в Познані спеціалізовані винні магазини під назвою M. Kempinski & Co.
Два роки по тому в компанії почав працювати і другий брат, Бертольд. Саме він на доходи від успішної виноторгівлі через 10 років заснував у Берліні винний магазин, незабаром переобладнаний в ресторан. Подальші успіхи в бізнесі дозволили Бертольду з дружиною в 1889 році відкрити на Лейпцигер-штрассе під своїм ім'ям ще один ресторан, найбільший на той час у Берліні. 
Оскільки в родині Бертольда і Хелен Кемпінські не було синів, керуючим тоді ще невеликою компанією став чоловік їх дочки Фріди, Ріхард Унгер, який незабаром вніс чималу лепту в досягнення фірми. У 1897 році він заснував компанію Hotelbetriebs-Aktiengesellschaft, яка зайнялася готельним бізнесом, що і послужило історичним початком нинішньої групи компаній Kempinski Hotels.
Бертольд Кемпінські незабаром пішов на пенсію, і управління компанією остаточно перейшло до Ріхарда Унгера. 14 березня 1910 року Бертольд Кемпінські помер.
До Першої світової війни компанія створила досить потужну структуру, яка дозволила їй не втратити бізнес в воєнні роки, а по закінченні війни навіть розширитися. Ріхард створив власне виробництво, а незабаром відкрив на вулиці Курфюрстендамм, 27 великий ресторан. Саме за цією адресою досі знаходиться один з готелів мережі, Kempinski Hotel Bristol.
У 1928 році M. Kempinski & Co стала засновником нової концепції бізнесу, об'єднавши гастрономію і розваги, що зробило компанію популярною не тільки в Берліні, а й в його околицях.
Переслідування євреїв нацистами, які прийшли до влади в Німеччині, змусило Ріхарда Унгера з сім'єю в 1937 році емігрувати в США. Розпочата незабаром Друга світова війна повністю позбавила компанію нерухомості в Берліні — будівлі були знищені бомбардуваннями і пожежами.
Проте, після закінчення війни Фрідріх Унгер, онук Бертольда і син Ріхарда Унгера, повернувся в Німеччину. У 1951 році на місці зруйнованого ресторану на Курфюрстендам, 27 він почав будувати готель. Перший (причому відразу п'ятизірковий) готель Kempinski відкрився в 1952 році і став найсучаснішим в Берліні. Ряд нововведень, таких як критий басейн, перетворили готель в самий фешенебельний і популярний гранд-готель того часу. 
У 1953 році Фрідріх Унгер продав свою частину бізнесу керуючій компанії. Готель Bristol Kempinski став першим активом міжнародної готельної групи. Подальшими її придбаннями стали готелі Atlantic в Гамбурзі, Vier Jahreszeiten в Мюнхені (на 50%), Gravenbruch в околицях Франкфурта.
У 1970 році Hotelbetriebs-Aktiengesellschaft змінила назву на Kempinski Hotelbetriebs-Aktiengesellschaft, а з 1977 року компанія відома під короткою назвою Kempinski AG.
У 1985 році акціонером Kempinski AG стає компанія Lufthansa. Результатом реорганізації бізнесу стало створення керуючої компанії Kempinski Hotels SA, яка керувала готелями вже в декількох країнах Європи. З цього ж часу починається історія женевської штаб-квартири компанії.
Починаючи з 1991 року, компанія щороку відкриває як мінімум один новий готель. У листопаді 1994 року компанію поглинула шляхом придбання контрольного пакета акцій група Dusit Sindhorn, Таїланд. В результаті подальших угод управління компанією перейшло до Crown Property Bureau, Бангкок, Таїланд, діючої на користь банку Siam Commercial Bank of Bangkok.

## Діяльність
Мережа готелів Kempinski об'єднує готелі, розташовані в багатьох відомих містах та курортах світу. Це і гранд-готелі, і готельні комплекси, виконані в стилі «модерн», і готелі, традиційні для країни його місцезнаходження. Компанія не ставила перед собою завдання уніфікації готелів, тому кожен з них має свою індивідуальність.
Kempinski Hotels станом на 2014 рік керує в цілому 80 п'ятизірковими готелями в 30 країнах світу. Список готелів при цьому постійно розширюється — додаються нові готелі в Європі, на Близькому Сході, в Африці та Азії.